# Schafhof (Velburg)
Schafhof ist ein amtlich benannter Ortsteil der Stadt Velburg im Landkreis Neumarkt in der Oberpfalz in Bayern.

## Geographische Lage
Die Einöde liegt im Oberpfälzer Jura der Fränkischen Alb etwa 700 m nordwestlich vom Gemeindesitz auf 515 m über NHN. Jeweils circa 500 m entfernt erheben sich im Südwesten der Eichelberg (593 m NHN), im Westen der Kramertsbügel (606 m NHN) und im Osten der Kuhbügel (5815 m NHN), dem sich nach Norden der Kohlberg (607 m NHN) anschließt.

## Verkehr
Der Schafhof ist über eine Stichstraße zu erreichen, die von der Kreisstraße NM 1 nach Westen abzweigt.

## Geschichte
1598 ist in einer Karte ein Nieseshof/Nieseßhof eingezeichnet, dessen Position der Lage des heutigen Schafhofes entspricht; den Zehent besaß das Kloster Waldsassen. Die Einöde gehörte der bayerisch-herzoglichen, ab 1505 pfalz-neuburgischen und später bayerisch-kurfürstlichen, jeweils an Adelige vergebenen Herrschaft Helfenberg. Auf dem Anwesen saß um 1800, gegen Ende des Alten Reiches, der Untertan Üeberl.
Im Königreich Bayern (1806) wurde um 1810 der Steuerdistrikt Lengenfeld im Landgericht Parsberg gebildet, dem neben dem Dorf Lengenfeld das Dorf Harenzhofen und die Einöden Matzenhof, Ostermühle, Schafhof, Schwaighof und Weihermühle angehörten. Mit dem Gemeindeedikt vom 15. Mai 1818 wurde daraus die Ruralgemeinde Lengenfeld. Der Schafhof wurde allerdings am 1. Januar 1946 zur Gemeinde Velburg gelegt. Im Schafhof wohnten
- 1836 11 Einwohner (2 Häuser),[6]
- 1867 11 Einwohner (6 Gebäude),[7]
- 1875 9 Einwohner (4 Gebäude; an Großviehbestand 2 Pferde und 10 Stück Rindvieh),[8]
- 1900 12 Einwohner (1 Wohngebäude),[9]
- 1925 13 Einwohner (1 Wohngebäude),[10]
- 1938 11 Einwohner (Katholiken),[11]
- 1950 13 Einwohner (1 Wohngebäude).[12]
- 1987 1 Einwohner (1 Wohngebäude).[13]

Heute wird der Schafhof von der Familie Hinterberger bewohnt, welche das Anwesen 2007 erwarb. Zusätzlich dient der Schafhof als Hochzeits- und Eventlocation.

### Kirchliche Verhältnisse
Der Schafhof gehörte von alters her zur katholischen Pfarrei St. Johannes Baptist zu Velburg im Eichstätter Diözesangebiet. Die Pfarrei wurde unter Pfalz-Neuburg um 1545 lutherisch. Die Rekatholisierung erfolgte 1621. Den jeweiligen Glaubenswechsel mussten alle Untertanen vollziehen, auch die Bewohner des Schafhofes. Das Kreuz am Schafhof ist 1938 genannt.